# DarkOrbit
DarkOrbit es un juego multijugador desarrollado por BIGPOINT. El juego está ambientado en el espacio exterior, donde los jugadores controlan una nave espacial para luchar contra no-jugadores (aliens) y otros jugadores. Se trata de un juego flash de dos dimensiones (tres dimensiones si el ordenador lo soporta) con más de 85 millones de usuarios registrados, incluyendo decenas de millones de jugadores activos. El juego está dividido en 3 (empresas) las cuales contienen un número indeterminado de jugadores los cuales pueden determinar y elegir por su propia voluntad su empresa.
Este juego cuenta con alrededor de 16 naves espaciales las cuales pueden ser adquiridas por los 2 tipos de moneda existente en el juego, los Créditos y el codiciado Uridium. Las naves son: Phoenix, Liberator, Piranha, Yamato, Defcom, Nostromo, Leonov, Bigboy, Vengeance, Goliath, Aegis, Citadel,  Spearhead. En el 2013 la nave Nostromo regresó mejorada, la Bigboy y la Piranha también fueron mejoradas y junto con los diseños Elite para las naves Aegis, Spearhead y Citadel sacaron un nuevo y único diseño para la bigboy.
Actualmente existen diseños de naves que cambian ligera o totalmente el aspecto de la nave existiendo entre ellos los que pueden proporcionar un bono como daño, vida, experiencia, etcétera, mientras que también están presentes aquellos que pueden proporcionar una habilidad (velocidad, reparación, inmunidad, etc).
Estos diseños amplían la variedad del juego, siendo la nave Goliath la que goza con más de 30 diseño (algunos exclusivos y otros en venta), pero desde luego casi todas las naves poseen un diseño.
DarkOrbit fue lanzado el 11 de diciembre de 2006 por Bigpoint y lleva activo como un sistema de multijugadores más de 18 años desde su creación.

## Las empresas
Al principio del juego hay que elegir entre tres compañías: Venus Resources Unlimited (VRU), Earth Industries Corporation (EIC) y Mars Mining Operations (MMO). Una vez escogida la compañía a la que se quiere pertenecer empieza un pequeño tutorial antes de ser teletransportado al mapa principal de la empresa seleccionada. 1-1 (MMO) 2-1 (EIC) 3-1 (VRU) 

### Economía
En DarkOrbit se usan dos tipos de monedas: los Créditos y el Uridium. El Uridium tiene más valor y es más complicado de obtener. Algunos tipos de equipamiento y munición pueden ser comprados usando créditos, pero los objetos de élite solo se pueden comprar con Uridium. Aun así, para algunos de estos objetos de élite existe también la opción de comprarlos con créditos mediante el sistema de subasta, el mejor postor ganara el artículo & al jugador perdedor de la subasta se le devolverán los créditos apostados. Algunos de los objetos nuevos no se ofrecen en los comercios. Un ejemplo de estos objetos es el P.E.T. 10, se trata de un vehículo no tripulado solamente adquirible mediante el Uridium y que va subiendo su nivel según la experiencia que va obteniendo este mientras se use. También hay algunos diseños de naves, de armas y de municiones que nunca se subastan en el juego como la RSB-75(Rapid Salvo Battery - 75).

### Combate
Dark Orbit utiliza un sistema de combate a tiempo real. Durante el combate se pueden usar varios tipos de armas para destruir a alienígenas y a otros jugadores. Entre estas armas se encuentran los cañones láser, los misiles, los lanzamisiles y las minas, además de extras que brindan una gran variedad armamentística a este juego. Eliminando a un enemigo se consigue una "caja de carga", que contiene el 20% de los minerales perdidos por el jugador derribado y que el jugador puede recoger. Si se elimina una nave de un jugador, los costos pueden variar dependiendo del tipo de reparación. Actualmente, se pueden elegir tres tipos de reparación: en base, en portal y en el lugar en que te destruyeron. Las dos últimas tienen un costo adicional, pero para los usuarios prémium el costo por cualquier opción no existe. En ocasiones importantes hay eventos, entre los más conocidos el "Spaceball", el Team Death Match (abreviado TDM), el mapa de invasión, Capture the Beacon, entre otros en donde las reparaciones de la nave son totalmente gratuitas (sin bonos de reparación a excepción del Spaceball). Los jugadores empiezan el juego con una nave gratuita pero de fácil destrucción llamada Phoenix. A medida que el jugador avanza en el juego puede comprar naves más avanzadas. Las naves más preferidas por los usuarios suelen ser la Goliath (junto con sus múltiples diseños), la Vengeance y la Aegis. Las naves pueden equiparse con distintos y muy variados objetos, cosa que hace muy complicado ver dos naves con el mismo equipamiento.

### Clanes
Todos los jugadores pueden crear un clan por 300.000 créditos o unirse a uno si pagan 1 500 créditos si el líder acepta la solicitud. Permanecer en un clan proporciona al jugador la ayuda de otros compañeros y un beneficio mutuo para todos sus miembros, pudiéndose ayudar a subir de nivel, a ganar créditos o compitiendo juntamente contra otros adversarios. Por otra parte, la administración de los clanes permite controlar los permisos administrativos de cada miembro del grupo y la tasa de impuestos que cada miembro pagará diariamente entre el 0% al 5%(este porcentaje se basa en el porcentaje total que posee el miembro por lo que diariamente abonará dicho porcentaje deducido del total que tiene) y que se moverá automáticamente al tesoro del clan. Para saber qué usuarios de un clan están disponibles, existe una función que permite ver qué miembros están actualmente jugando y cuáles están inactivos, el número máximo de miembros en un clan es de 50.

### Misiones
Son tareas designadas a cada jugador por el sistema INTEX, las cuales aumentan su dificultad cada vez que un jugador aumenta o sube de nivel. Cada una de estas tareas traen consigo una recompensa, la cual varia según el grado de dificultad de la misión asignada. Estas se clasifican en:
```
- Recolector....
- Ataque
- Contra reloj
- Misiones especiales
- Cacería
```

### Niveles
En DarkOrbit existen en total 32 niveles que se logran obtener por experiencia. La experiencia necesaria para pasar de nivel se va doblando sucesivamente, por ejemplo, al nivel 5 necesitas 80.000 puntos de experiencia, al 6, 160.000, al 7, 320.000 y así hasta llegar al 32 que son 10.737.418.240.000 puntos de experiencia. Por subir de nivel te conceden poder viajar a otros mapas del universo del DarkOrbit Y medallas de logro.

### Experiencia
La experiencia se consigue al matar alienígenas, otros jugadores, haciendo misiones o completando las Puertas Galácticas (Galaxy Gates). Al principio del juego necesitaras poca experiencia para subir de nivel, a medida que aumentes tu nivel necesitarás más experiencia. A niveles muy altos es muy complicado reunir la experiencia necesaria.

### Perfil del Piloto
En esta sección hay varias subsecciones que son: Sistema de logros, Árbol de Habilidades y Amigos. En el Sistema de Logros se muestran los logros a conseguir o ya conseguidos por realizar acciones, misiones, etc. También se muestran algunos Títulos con el nombre del Logro conseguido. Una subsección, la más importante es la de Árbol de Habilidades ya que ahí se muestran las habilidades que se pueden asignar usando una cierta cantidad de Ficheros, Créditos y Seprom.; Con ayuda de estos tu cuenta se hace más resistente, fuerte y te da más ventaja para ganar o sobrevivir en las batallas. Comprende un total de 50 PI (Puntos de Investigación) máximos. En la sección Amigos puedes invitar a tus amigos por correo electrónico para que jueguen a tu lado. Al invitar una cierta cantidad de amigos y subirlos a Nivel 7 te dan recompensas especiales como diseños, potenciadores, entre otras cosas.

## Skylab
El Skylab es el área del hangar en la que encuentras la infraestructura completa (antes laboratorio). Se trata de unas instalaciones que te garantizan el control sobre todos tus edificios y módulos. Se puede decir que es el centro de control de toda tu industria. Aquí puedes controlar y administrar todos tus edificios y módulos.
Está compuesto por tres secciones: Skylab, Tecnofábrica y Mejoras de artículos.
Skylab: Compuesto por módulos y refinerías que pueden subirse de nivel para la producción de materias primas y la obtención del Seprom, que es el mineral más preciado del juego ya que potencia el poder de láseres y escudos al máximo.
Tecnofábrica: Aquí se encuentran 5 tecnologías que podrás producir en tu tecnofábrica y que te ayudaran en el combate en tiempo real. Además podrás también construir el noveno y décimo drones (Apis y Zeus respectivamente), para los cuales necesitaras 45 planos de cofres piratas para cada uno.
Mejoras de Objetos: Aquí podrás mejorar láseres, generadores de escudo, lanzamisiles, drones y módulos de base. El nivel máximo de mejora para cada objeto es el 16, teniendo cada uno de estos niveles un coste en uridium o créditos.

## Uridium
Puedes conseguir uridium con las siguientes instrucciones:
1. Matando alienígenas.
2. Realizando misiones (NYX).
3. Recogiendo cajas de bonos.
4. Bonos especiales (compensaciones por ejemplo).
5. Tarjetas de débito/crédito, también desde un banco o cuenta en un banco virtual (PayPal por ejemplo).
6. Obteniendo la recompensa de las puertas galácticas pero la cantidad de uridium varía según la puerta galáctica.

## Puertas Galácticas
En DarkOrbit, existen puertas galácticas, con una dificultad diferente y alienígenas distintos. Estas son GG Alpha, GG Beta, GG Gamma, GG Delta, GG Epsilon, GG Zeta, GG kappa, GG Lambda, GG Kronos, GG Hades una puerta en la que para jugar debes hacerlo en grupo de amigos, entre otras puertas de tiempo limitado que aparecen cuando hay eventos importantes, además de la nueva GG Kuiper agregada en 2015.

### Enlaces
La biblia de DO
DarkOrbit
- Datos: Q1166122